# Cestice
Cestice (ungarisch Szeszta) ist eine Gemeinde im Osten der Slowakei mit 853 Einwohnern (Stand 31. Dezember 2024) auf 63,09 km². Sie liegt im Okres Košice-okolie, einem Teil des Košický kraj.

## Geografie
Die Gemeinde befindet sich im Übergangsbereich zwischen den Vorbergen des Slowakischen Erzgebirges und der Ida-Ebene, dem südwestlichen Teil des Talkessels Košická kotlina, etwa 20 Kilometer südwestlich von Košice. Durch das Gemeindegebiet von Cestice fließen einige Bäche in Nord-Süd-Richtung in die Ida-Ebene. Sie sind teilweise durch Kanäle und Abzugsgräben miteinander verbunden. Das Ortszentrum liegt auf einer Höhe von 211 m n.m. in ebenem, nach Süden nur unmerklich abfallendem Gelände. Im Norden des Gemeindeareals erstrecken sich Ackerflächen, während im Süden Äcker und Feuchtwiesen vorherrschen. Waldgebiete gibt es in der Gemeinde nicht.
Zu Cestice gehört der zwei Kilometer nördlich des Kernortes gelegene Ortsteil Dobogov Rudolfové lazy.
Nachbargemeinden von Cestice sind Veľká Ida im Norden und Osten sowie im Süden, Komárovce im Südosten, Buzica im Südwesten sowie Čečejovce im Westen.

## Geschichte
Im Jahr 1317 taucht der Ort erstmals als Zozta in schriftlichen Quellen in Verbindung mit der Existenz einer Pfarrkirche auf. Bereits nach den Mongoleneinfällen (1241/42) wurde das Gebiet an der Ida von Bauern aus dem slawischen und germanischen Sprachraum neu besiedelt (zeitweise hieß der Ort Szaniszló, die magyarisierte Form des polnischen Namens Stanisław). 1319 hieß das Dorf Zezta, 1402 Shesto. Es war damals im Besitz der Familie Perényiovcov, spätere Gutsherren residierten im Schloss von Veľká Ida. 1428 lebten im Dorf 58 Familien mit ungarischen Wurzeln. Die Besitzverhältnisse in Cestice wechselten bis zum 19. Jahrhundert mehrfach. Der letzte große Grundbesitzer in Cestice war Baron Péter Schell in den 1930er Jahren.
Im 18. Jahrhundert wanderten Slowaken ein, die vorwiegend in der Landwirtschaft und als Leineweber beschäftigt waren. 1711 brach in Cestice und Umgebung die Pest aus. So wurden 1715 noch elf Haushalte im Dorf gezählt; 1720 waren es gar nur noch sieben. Cestice erholte sich nur langsam von diesen Verlusten: 1772 lebten im Dorf wieder 41 Bauern. 1828 zählte man 647 Einwohner in 85 Häusern. Im Jahr 1866 zerstörte ein Feuer einen Großteil des Dorfes, auch 1921 wütete in Cestice eine Feuersbrunst, der zwei Drittel der Häuser zum Opfer fielen.
Die Eisenbahn kam 1860 nach Cestice. In den ersten Jahren des Bahnbetriebs hielten die Züge der Strecke Košice−Turňa aber nicht im Dorf. Bis 1918 gehörte Cestice / Szeszta wie alle im Komitat Abaúj-Torna liegenden und mehrheitlich ungarischsprachigen Orte zum Königreich Ungarn und kamen danach zur Tschechoslowakei. Nach dem Ersten Wiener Schiedsspruch gehörte Cestice von 1938 bis 1945 noch einmal zu Ungarn.
Im 20. Jahrhundert verbesserte sich die Situation der Infrastruktur in Cestice:
- 1907 Gründung einer Konsumgenossenschaft
- 1912 erster Zughalt am neuen Bahnhof Cestice
- 1929 erhielten die ersten Häuser Stromanschlüsse, die komplette Elektrifizierung war 1952 abgeschlossen
- 1956 erste Telefonanschlüsse
- 1968 Einweihung des Gemeindezentrums
- 1970 Neubau des Feuerwehrhauses
- 1975 Eröffnung der Poststelle
- 1977 Restaurierung des Bahnhofsgebäudes

22 Männer aus Cestice ließen ihr Leben im Ersten Weltkrieg. Während des Krieges wurden Kriegsgefangene aus Russland, Serbien und Polen als Landarbeiter eingesetzt. Nach dem Ersten Weltkrieg setzte eine Welle der Auswanderung nach Übersee ein. Im November 1944 wurde die Bevölkerung teilweise evakuiert, am 17. Dezember wurde das Dorf von deutschen und ungarischen Soldaten besetzt. 40 junge Männer wurden zur Zwangsarbeit verschleppt. Am 18. Januar 1945 war der Krieg in Cestice vorbei. Einige Gebäude wurden beschädigt. Die im Ort gefallenen Soldaten sind auf der Rückseite des Friedhofes begraben.
Einige Jahre nach der Kollektivierung der Landwirtschaft in den 1950er Jahren wurden die Betriebe in Cestice, Buzica, Rešica und Nižný Lánec im Jahr 1973 zu einer landwirtschaftlichen Genossenschaft mit Sitz in Buzica zusammengefasst.
Nach der politischen Wende im Jahr 1990 entstanden einige neue private Unternehmen. 1993 wurde der Bahnhof erneut saniert, seit 1995 ist Cestice an die zentrale Gasversorgung angeschlossen.

## Bevölkerung
| Jahr:                | 1994. | 2004.   | 2014.   | 2024.   |
| -------------------- | ----- | ------- | ------- | ------- |
| Anzahl der Personen: | 752   | 795     | 848     | 853     |
| Unterschied:         |       | +5,71 % | +6,66 % | +0,58 % |

| Jahr:                | 2023. | 2024.   |
| -------------------- | ----- | ------- |
| Anzahl der Personen: | 834   | 853     |
| Unterschied:         |       | +2,27 % |

Nach den Ergebnissen der Volkszählung 2001 lebten in Cestice 796 Einwohner, davon
- 51,63 % Slowaken und
- 47,24 % Ungarn.

47,2 % der Bewohner bekannten sich zur römisch-katholischen Kirche, 11,8 & zur griechisch-katholischen Kirche.

## Sehenswürdigkeiten
- Römisch-katholische Johannes-Nepomuk-Kirche (Kostol svätého Jána Nepomuckého), ursprünglich im 13. Jahrhundert erbaut, im 18. Jahrhundert barockisiert (siehe auch denkmalgeschütztes Objekt in Cestice)
- Evangelische Kirche in neoklassizistischem Stil, aus der ersten Hälfte des 19. Jahrhunderts
- Griechisch-katholische Kirche Schutz der Heiligsten Gottesgebärerin (Grécko-katolícky chrám Ochrany presvätej Bohorodičky), 1877 erbaut

die drei Kirchen in Cestice
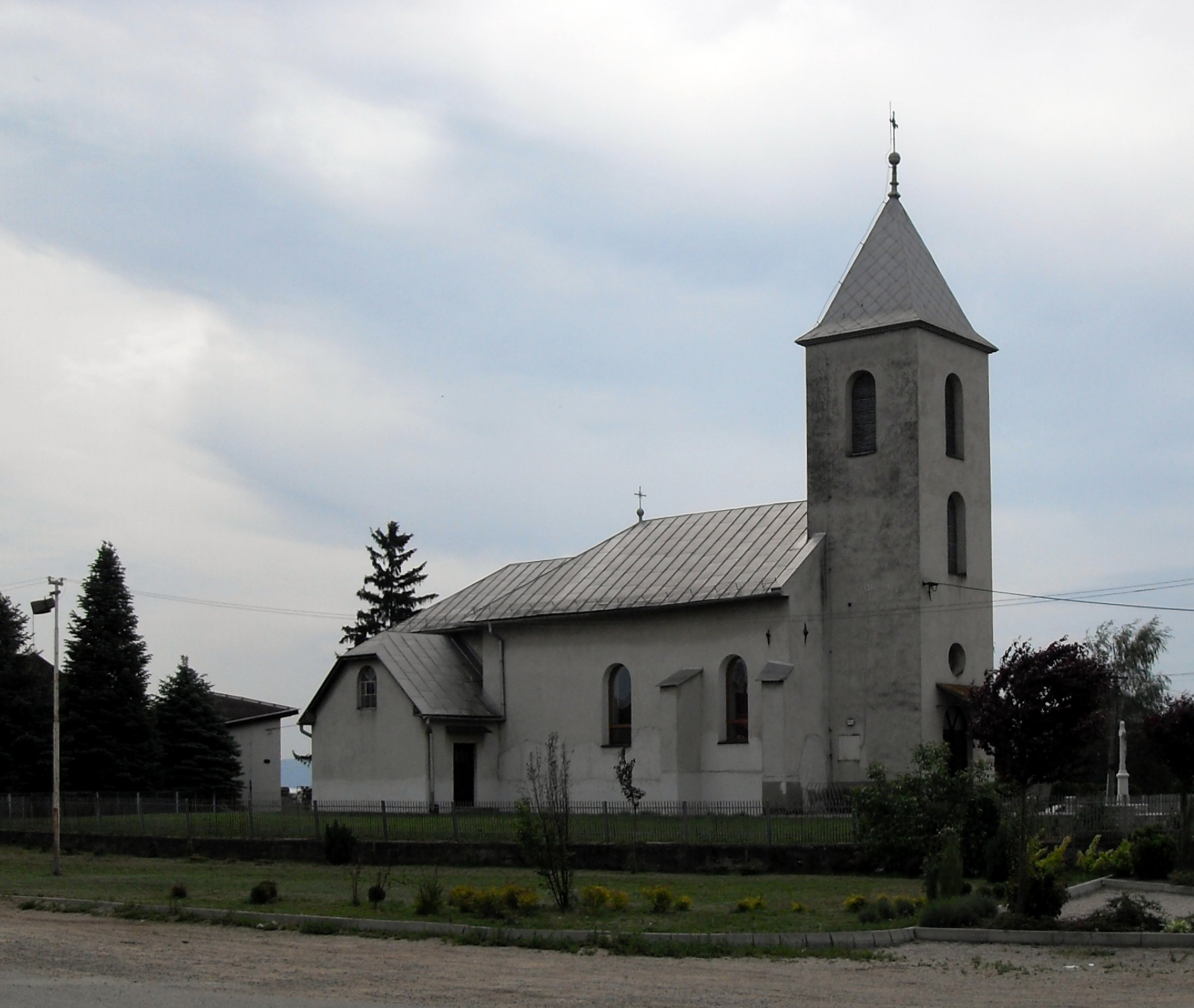
Römisch-katholische Kirche
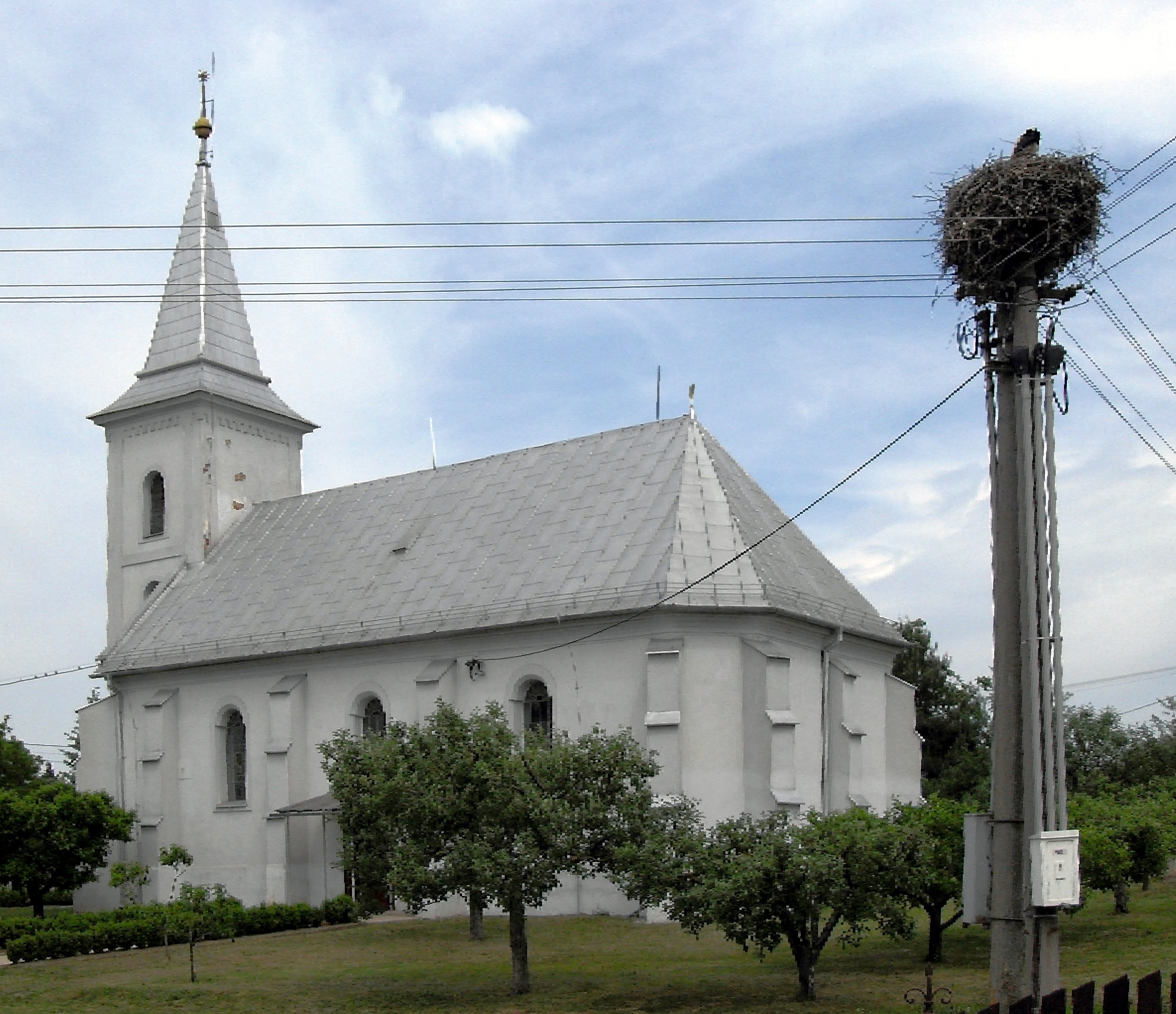
Evangelische Kirche
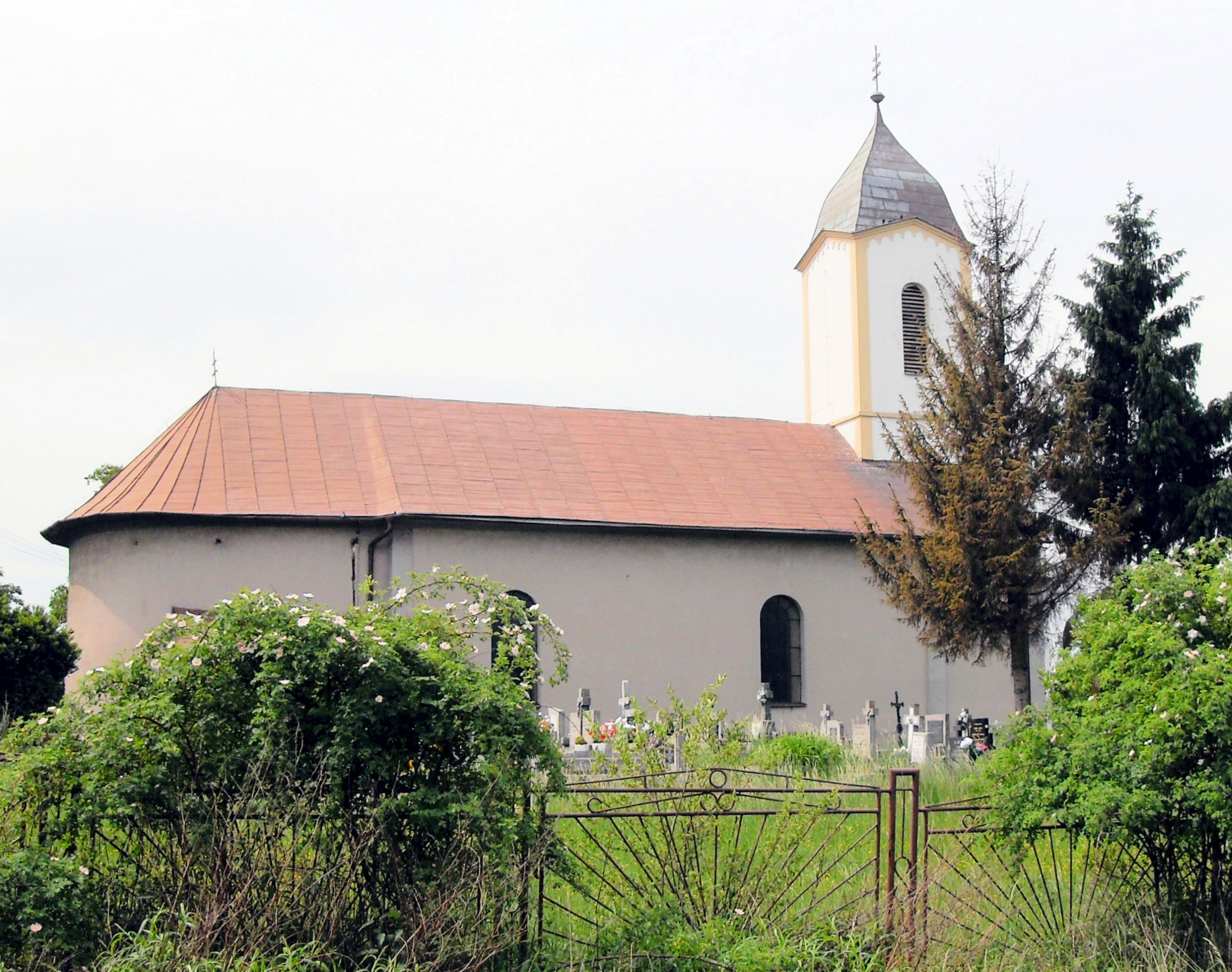
Griechisch-katholische Kirche

## Wirtschaft und Infrastruktur
Die Gemeinde hat ihren ländlichen Charakter bewahrt. Die Bewohner arbeiten in der Landwirtschaft, im Dienstleistungssektor oder pendeln in die Industriebetriebe in und um Košice. Im Dorf gibt es ein Lebensmittelgeschäft, eine Bibliothek, einen Kindergarten und eine Schule.
Durch den Norden des Gemeindegebietes verläuft die Fernstraße 50 (hier auch Teil der Europastraße 58) von Košice über Rožňava nach Bratislava. Cestice ist des Weiteren durch Straßen mit den Gemeinden Komárovce und Veľká Ida verbunden. Am südlichen Rand des Dorfes befindet sich der Bahnhof Cestice an der Bahnstrecke Košice-Barca–Rožňava.